# ダイアモンド☆ユカイのThe MONDO Times
『ダイアモンド☆ユカイのThe MONDO Times』は、2014年11月6日よりCS放送のMONDO TVにて放送されていたダイアモンド☆ユカイの冠番組である。

## 概要
ダイアモンド☆ユカイが自らの趣味や関心にあわせてテーマを設定し、MCであるダイアモンド☆ユカイが秘書をつれてさまざまな場所を訪問し取材する形式を取る「社会派人間観察番組」である。

## 出演者
番組ホスト
- ダイアモンド☆ユカイ

秘書
- 矢吹春奈
- 小林恵美
- 森下悠里

## 放送リスト
| 回 | タイトル                                            |
| -- | --------------------------------------------------- |
| 1  | エクストリーム出社                                  |
| 2  | エネ爺                                              |
| 3  | 副業!せどり                                         |
| 4  | マル秘!ホテル裏事情                                 |
| 5  | 異端児マジシャン! 〜隠されたマジックの裏側〜        |
| 6  | 一攫千金!ガチャガチャ成り上がり列伝                 |
| 7  | セックスレス大国!日本                               |
| 8  | ｍａｄｅ ｉｎ Ｊａｐａｎ カラオケのすべて           |
| 9  | 新時代到来!ＹｏｕＴｕｂｅで稼げ                     |
| 10 | 総集編                                              |
| 11 | 南極宇宙料理人が作る!究極の保存食                   |
| 12 | 列島脱出!叶う幸せ海外生活                           |
| 13 | 死なずに極楽「日本の借金裏マニュアル」              |
| 14 | 脱!間違い〜これがあなたの似合う服                   |
| 15 | 新車!?いやいや中古車だ!賢い車の選び方               |
| 16 | 年間1.5兆ポイント発行!?超お得クレジットカード活用術 |
| 17 | 流行はこう作られる!伝説の空間プロデューサー         |
| 18 | 日本の国民病!?猫背・姿勢はこう直せ!                 |
| 19 | ポルシェのカリスマ カスタムの魅力                   |
| 20 | 総集編2                                             |